# Тёмный аттракцион

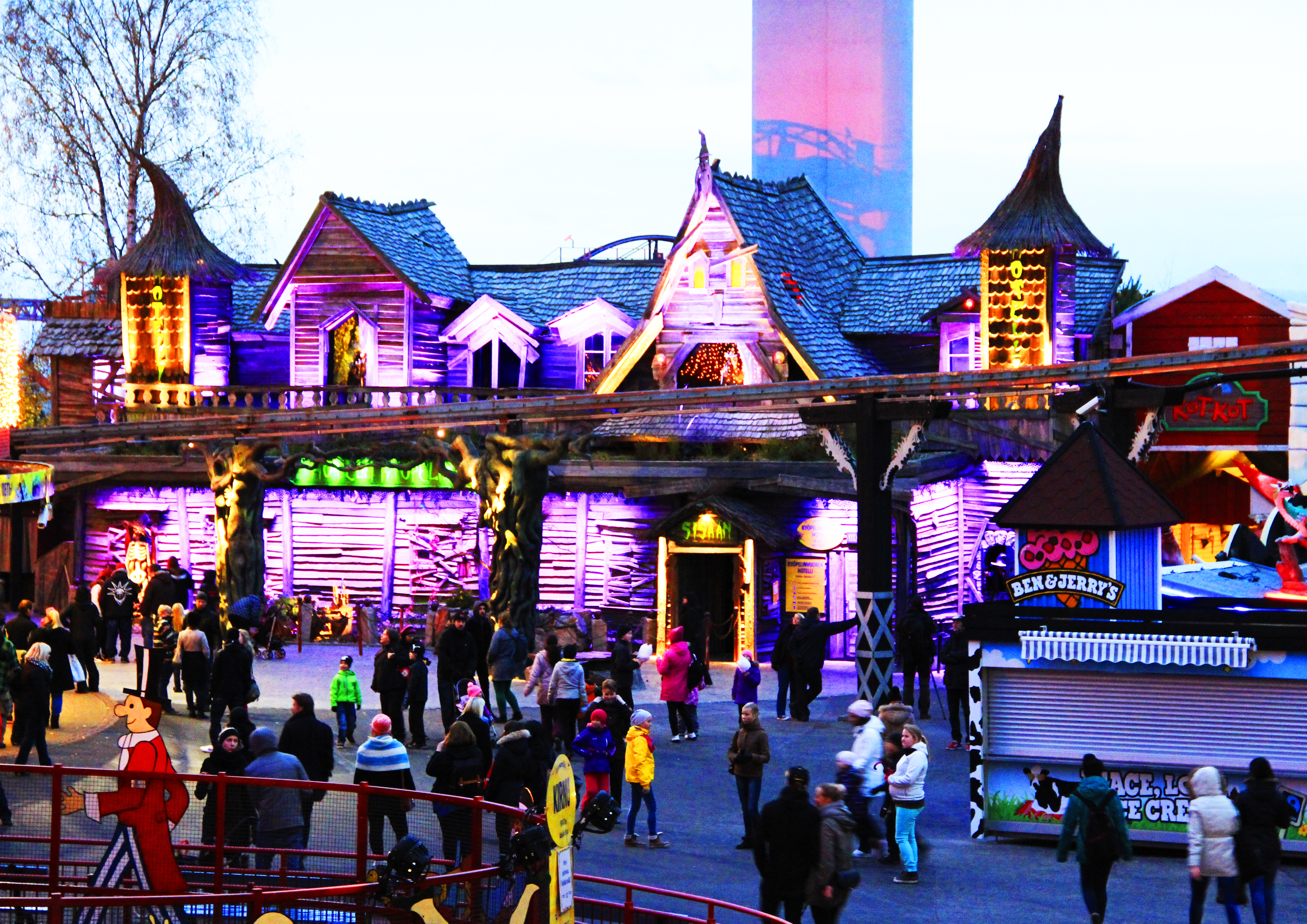
Kyöpelinvuoren hotelli (буквально «Отель Призрачной горы») — тёмный аттракцион в парке развлечений Линнанмяки в Хельсинки, Финляндия

Тёмный аттракцион или поезд-призрак — это крытый аттракцион, на котором пассажиры на борту управляемых транспортных средств путешествуют по специально освещённым сценам, которые обычно содержат анимацию, звук, музыку и спецэффекты. Показанные сцены часто представлены управляемыми фигурами — так называемыми аниматрониками — и различными спецэффектами.

## Терминология

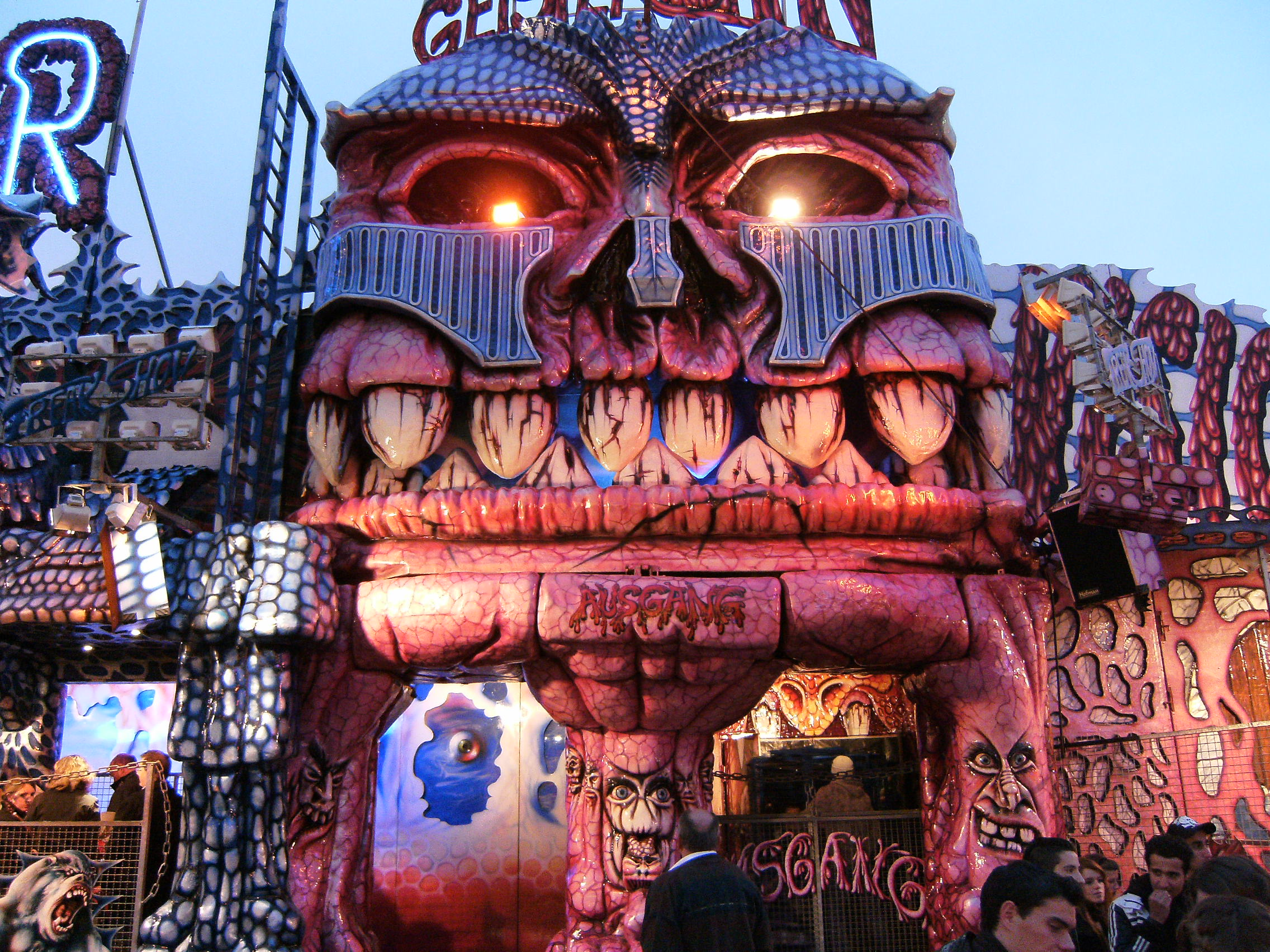
Тёмный аттракцион на Мюнхенском Октоберфесте

В своей наиболее традиционной форме термин относится к аттракционам со сценами, в которых используются лампы чёрного света, при этом видимый свет не попадает в пространство, и зрители видят только элементы шоу, флуоресцирующие под ультрафиолетовым излучением. Таким образом, размер каждой комнаты, в которой происходит сцена, скрывается, а декоратор может использовать вынужденную перспективу, призрак Пеппера и другие визуальные трюки для создания эффекта удалённости. Как правило, в таких проектах также используется ряд непрозрачных дверей между сценами, чтобы ещё больше контролировать обзор зрителей в ограниченном пространстве здания. Яркими примерами являются Диснейлендские Snow White's Enchanted Wish, Pinocchio's Daring Journey, Peter Pan's Flight, Mr. Toad's Wild Ride и Alice in Wonderland, в которых почти в каждой сцене используется чёрный свет.

## История
Первые тёмные аттракционы появились в конце XIX века и назывались «живописные железные дороги» и «прогулочные железные дороги». Популярный тип тёмного аттракциона, называемый «старая мельница (англ. Old mill)» или «туннель любви (англ. Tunnel of love)», использовал небольшие лодки для перевозки пассажиров по заполненным водой каналам.